# Perfugas
Perfugas (Pèifugas in sardo, Pèlfuca/Pèifuga in gallurese) è un comune italiano di 2 224 abitanti della città metropolitana di Sassari. Si trova nella regione storica dell'Anglona.

## Origini del nome
Il nome Perfugas continua quello latino perfugas, ossia "immigrati, fuggiaschi" con riferimento alla leggenda sull'origine della popolazione protosarda dei Bàlari che in antichità dimorava in queste terre.

## Storia
L'area fu abitata già nel Paleolitico inferiore, nel Neolitico, in epoca prenuragica e nuragica e in epoca romana. Si trovano numerose testimonianze archeologiche risalenti a queste epoche, tra cui alcune tombe dei giganti, circa 15 domus de janas e 60 nuraghi.
Nel Medioevo fece parte del Giudicato di Torres, nella curatoria dell'Anglona. Alla caduta del giudicato (1259) passò ai Doria e successivamente (intorno al 1450) agli Aragonesi. Sotto i Doria sorgevano a Perfugas alcune torri costruite probabilmente nella seconda metà del 1200. Nel XVIII secolo il paese venne incorporato nel principato d'Anglona, sotto la signoria prima dei Pimentel e poi dei Tellez-Giron d'Alcantara, ai quali fu riscattato nel 1839 con la soppressione del sistema feudale.

### Simboli
Lo stemma e il gonfalone del comune di Perfugas sono stati concessi con decreto del presidente della Repubblica del 24 febbraio 2003.
Il gonfalone è un drappo di giallo.

## Monumenti e luoghi d'interesse

### Architetture religiose
Di notevole interesse sono

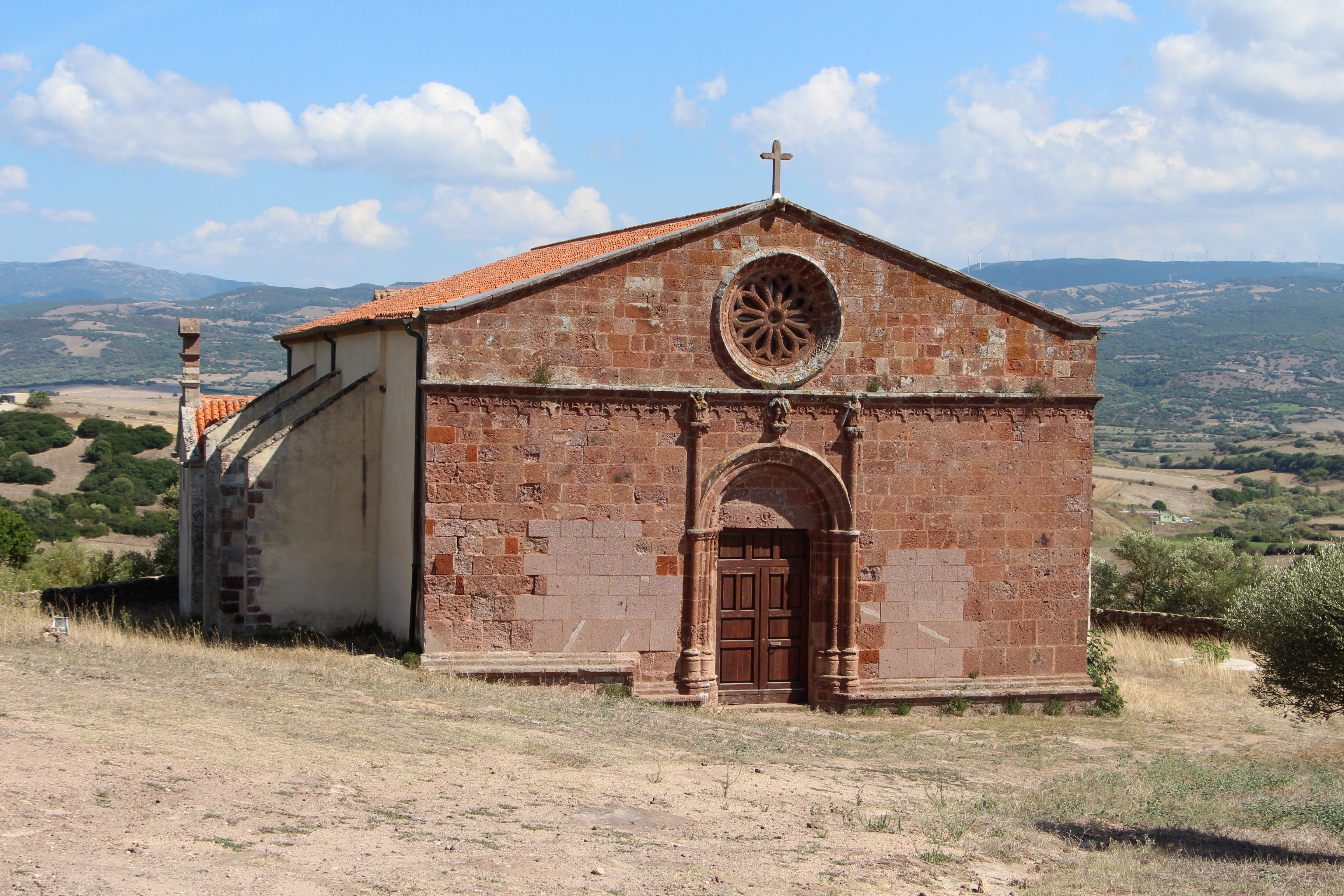
Chiesa di San Giorgio

- la chiesa parrocchiale di Nostra Signora degli Angeli (sec. XVI), che ospita il retablo di San Giorgio
- la chiesa di San Giorgio de Ledda (metà del 1400), a un km dall'abitato, con il vicino e omonimo nuraghe
- la chiesa di Santa Vittoria di Su Sassu, del 1120, dove venne rinvenuta la pergamena di consacrazione che costituisce l'attestazione più antica in scrittura carolina della Sardegna.
- la chiesa di Santa Maria della Concezione (1160), detta Santa Maria de foras, che fu la prima parrocchiale.

Altre chiese nel capoluogo comunale sono
- la chiesa di Santa Croce (sec. XVII)
- la chiesa di San Giovanni Battista (sec. XVII)
- la chiesa di Mater Purissima (1967)
- Inoltre nell'agro sorgono:
- la chiesa di Sant'Antonio da Padova nella frazione di Sa Contra
- la chiesa di Sant'Anna nella frazione di Lumbaldu

### Siti archeologici
Il territorio del paese è ricchissimo di testimonianze archeologiche. Sono stati rinvenuti numerosi reperti risalenti al Paleolitico e all'interno del centro storico si trova un complesso nuragico comprendente un raffinato pozzo sacro detto del Predio Canopoli. Nella località di Niedda è stata riscoperta una fonte sacra del medesimo periodo. Nel comune si trova anche il sito archeologico di Sa Pedrosa-Pantallinu.

## Società

### Evoluzione demografica
Abitanti censiti

### Lingue e dialetti
La variante del sardo parlata a Perfugas è quella logudorese settentrionale. Nel comune di Perfugas non si parla solo logudorese: nelle frazioni dislocate nel Sassu si parlano due varietà di gallurese.

## Cultura

### Istruzione

#### Musei
Museo Paleobotanico e Archeologico (MAP). Il museo conserva testimonianze archeologiche scoperte nel territorio di Perfugas e del circondario.
Comprende una sezione paleobotanica, con fossili vegetali delle foreste pietrificate presenti in Anglona e una sezione paleolitica, con alcuni tra i più antichi manufatti in pietra finora rinvenuti in Sardegna. Inoltre ospita una statuina di Dea Madre "con Bambino" del IV millennio a.C.
La chiesa parrocchiale di Santa Maria degli Angeli è dotata di una cappella che ospita la sezione locale del Museo Diocesano nella quale sono esposti il monumentale Retablo di San Giorgio (m. 6,60x8,40), due pergamene del 1120 e del 1328, alcune statue lignee (Madonna del XIV secolo) e una serie di argenti (reliquari e un crocifisso processionale del XVI secolo).

## Infrastrutture e trasporti

### Ferrovie
L'abitato è servito dalla stazione di Perfugas, posta lungo la ferrovia Sassari-Tempio-Palau, linea utilizzata in questo tratto sino al 1997 per i servizi di trasporto pubblico e successivamente per esclusivi impieghi turistici legati al Trenino Verde. Nel territorio comunale di Perfugas è compresa anche la fermata di Coghinas.

## Amministrazione
| Periodo         | Periodo         | Primo cittadino         | Partito                                       | Carica  | Note   |
| --------------- | --------------- | ----------------------- | --------------------------------------------- | ------- | ------ |
| 23 aprile 1995  | 16 aprile 2000  | Antonio Giovanni Burrai | liste civiche di centro-sinistra              | Sindaco | [ 7 ]  |
| 16 aprile 2000  | 8 maggio 2005   | Domenico Decandia       | lista civica                                  | Sindaco | [ 8 ]  |
| 8 maggio 2005   | 30 maggio 2010  | Domenico Decandia       | lista civica                                  | Sindaco | [ 9 ]  |
| 30 maggio 2010  | 31 maggio 2015  | Mario Satta             | lista civica Perfugas attiva                  | Sindaco | [ 10 ] |
| 31 maggio 2015  | 26 ottobre 2020 | Domenico Decandia       | lista civica Insieme per un futuro migliore   | Sindaco | [ 11 ] |
| 26 ottobre 2020 | in carica       | Giovanni Filiziu        | lista civica "Perfugas impegno e trasparenza" | Sindaco | [ 12 ] |